# Joel Maurino do Carmo
Joel Maurino do Carmo (Recife, 3 de julho de 1977), é um ex-policial militar e político brasileiro. É deputado estadual de Pernambuco pelo PL.

## Biografia
Em 2014 foi eleito para seu primeiro mandato como deputado estadual com 19.794 votos, sendo reeleito em 2018 com 46.524 votos e em 2022 com 35.938 votos.
Em 16 de agosto de 2017 foi expulso da polícia militar por vender para outro policial um terreno que não seria seu.
Em agosto de 2020, envolveu-se em polêmica ao participar de uma manifestação contra o aborto em uma menina de 10 anos que havia sido estuprada pelo tio.